# Libro becerro

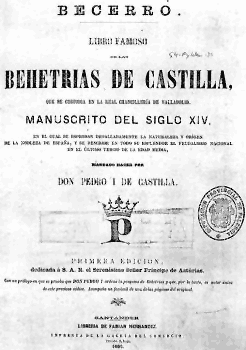

Un libro becerro, a veces, becerro o libro de becerro, también llamado en ocasiones tumbo, es un códice medieval en el cual eran copiados los privilegios de las iglesias y monasterios para ser usados de forma corriente. Su nombre podría provenir de los encuadernados forrados en piel de becerro donde se guardaban estos documentos. Aunque no hay un criterio definido, los tumbos, que guardan muchas características similares a los becerros (llevando a considerarlos lo mismo), serían de mayores dimensiones por lo «que se tenían tumbados, o sea, colocados horizontalmente.»

## Cartularios, libros, tumbos y becerros
La profesora de archivística de la Universidad Complutense de Madrid, Concepción Mendo Carmona, se expresaba así a este respecto, en 2002:

El término diplomático acuñado para la denominación del objeto que se estudia aquí es el de cartulario. El término cartularium o chartularium, es de uso común para la zona catalano-aragonesa y navarro oriental; así como liber lo es para la misma zona y para los reinos del noroeste peninsular. Aunque, en la terminología diplomática española y para éste último ámbito geográfico estos libros se han transmitido con la denominación de tumbos y becerros. Tumbo sería nomenclatura común para el antiguo territorio del reino astur-leonés; becerro, para Castilla, incluida La Rioja y la Navarra occidental; aunque es ocioso querer delimitar el uso de tales términos ya que hay cartularios formados por el Concejo de Sevilla a finales del siglo XV que reciben la denominación de tumbos; y prácticamente hay libros-becerros formados a instancias episcopales en todas las catedrales y monasterios del territorio de la que fue antigua Corona de Castilla. Sin embargo, lo que no está claro en absoluto es en qué momento se les ha dado tales denominaciones y qué es lo que se quiere designar con ellas.

En la misma línea, pocos años antes, el medievalista José Antonio Munita Loinaz, de la Universidad del País Vasco, afirmaba:

Concretamente los cartularios, que en España se les conoce también como Libros Becerro o Tumbo, no son sino recopilación unificada en forma de códice mamotreto, en los cuales se recogen íntegramente documentos de diversa índole (bulas, privilegios reales, adquisiciones etc.), copiados por la persona o entidad destinataria de los mismos, con el fin de prevenirse mejor contra el natural deterioro o fortuita desaparición de sus originales.

## Descripción
El becerro es un libro en que las iglesias y monasterios copiaban sus privilegios y pertenencias para el uso manual y corriente. En las Sinodales se ordena que para que con la debida diligencia se guarden y conserven las memorias, disposiciones y bienes dedicados al culto divino y obras pías y en cumplimiento de las constituciones apostólicas, haya en cada iglesia de las diócesis un libro titulado Becerro, donde se asienten todas las posesiones, heredamientos y tributos de todas las fábricas, beneficios y capellanías con los bienes donados para aniversarios, fiestas y memorias que hubiese en cada iglesia, declarándose en los asientos los oficios aniversarios, misas y memorias que se han de decir y los bienes de las dichas posesiones y heredades, lugar y sitio donde están y los linderos que cada una de ellas tiene, bien claros y especificados. Dicho libro se ha de conservar en el archivo juntamente con las demás escrituras y documentos pertenecientes á cada iglesia respectiva de las diócesis. (Sinodales, lib. ni, tit. v, Const. ii.)

## Libros famosos
- Libro Becerro de la Catedral de Oviedo.
- Becerro de las Behetrías de Castilla.
- Libro becerro de la Universidad de Salamanca.
- Becerro de la Casa de los Vélez.
- Libro Becerro del Monasterio de Santa María de la Oliva.
- Libro Becerro del Perú.
- Libro Becerro de Castilla.[7]
- Protocolo ambulante de los conquistadores

## Enlaces
- Códices Diplomáticos Hispánicos Archivado el 2 de abril de 2012 en Wayback Machine.